# HMS Periwinkle (K55)
«Перівінкл» (англ. HMS Periwinkle (K55) — військовий корабель, корвет типу «Флавер» Королівського військово-морського флоту Великої Британії за часів Другої світової війни.

## Історія створення
Корвет «Перівінкл» був закладений 30 жовтня 1939 року на верфі компанії Harland and Wolff, у Белфасті. 24 лютого 1940 року він був спущений на воду, а 8 квітня 1940 року увійшов до складу Королівських ВМС Великої Британії.

## Історія служби
25 серпня 1940 року корвет проводив порятунок вцілілих членів екіпажу панамського судна «Туїра», затопленого у 280 милях південно-західніше Рокола німецьким підводним човном U-A. Корабель підібрав 16 матросів, що вижили.
2 вересня 1940 року корвет «Перівінкл» разом з есмінцями «Весткотт» і «Скіна», шлюпами «Ловестофт» і «Скарборо» приєдналися до конвою SC 2, що наближався до британського берега. Протягом декількох днів конвой піддавався енергійним спробам німецьких підводників атакувати транспортні судна, й урешті-решт їм вдалося потопити 5 транспортників, зокрема чотири з них потопив підводний човен Гюнтера Пріна U-47. Це була перша в історії атака за тактичним принципом «Вовча зграя».
2 червня 1941 року західніше Шотландії глибинними бомбами британських есмінця «Вондерер» та корвета «Перівінкл» потоплений німецький ПЧ U-147.